# 報道STATION
}}
《報導STATION》（日语：／ Hōdō Sutēshon ?，節目播放時和節目標誌上使用）是日本朝日電視台及其ANN聯播網于週一至週五晚上10點播出的直播新聞節目。
節目名稱標誌與節目上的標誌皆為《報導STATION》。簡稱《報ステ》（ほうステ）。2021年10月4日開始節目的標語為「深入、強而有力、今天的形形色色。」。

## 概要
該節目是久米宏担任中心主播的《NEWS STATION》（ニュースステーション）之繼任節目，于2004年4月5日开播，由古館伊知郎擔任中心主播，並采用高畫質、雙聲道播出。2013年4月1日起开始實施即時字幕廣播。
基本的播出时间是21:54 - 23:10（日本標準時間），但逢体育转播时播出时经常弹性变动。另外，逢灾害、大事件，有时也会以新闻特别节目的形式扩大播出时长（例如提前1小时、或者延后节目结束时间）。國會議員選舉開票時則改為《選舉Station》即時報導。年末年始时节目停播，作为替代在23:00左右播出10-15分钟的『ANN新闻』。
继承了『NEWS STATION』的制作手法，被『THE TELEVISION』等电视节目资讯杂志在节目表中介绍为“综合新闻综艺节目”（2007年10月当时）。另外，周五独特的节目氛围不同于周一至周四的制作方式也是继承了『NEWS STATION』。使用朝日电视台建筑中的第4演播厅，但体育环节可能会使用其它演播厅。逢灾害、大事件，成为紧急特别节目时，有时也会使用通常『ANN新闻』等节目使用的新闻中心里的第N演播室。
節目開播之初收視率一度較低，但之後緩慢上升。2006年3月31日，NHK綜合頻道新聞節目《NHK10點新聞》停播之後，該節目成為日本所有的地面电视台中唯一一個於晚間10时档播出的新聞節目。
2016年3月31日，古館伊知郎播出最後一次節目後，離開12年之久的中心主播工作。同年4月11日起，富川悠太成为节目的第二任中心主播。
2020年4月11日，主播富川悠太被確診罹患新冠肺炎。同月15日，節目的總製作人及導播也被確診。朝日電視台緊急於15日起關閉位於東京六本木的大樓三天進行消毒，節目的所有工作人員都停工進行居家隔離，由小木逸平代班主播。富川於同月15日透過節目發表聲明，對於因為退燒而輕忽發燒一事，沒有明確地向上司及公司報告還繼續工作，對此感到非常後悔。經過治療，兩次PCR檢查皆為陰性，富川悠太於4月21日出院回家休養。從6月4日起重返主播台。

## 演出者
2023年4月3日後。 若無特別標記者皆為朝日電視台播報員。

### 主持人

#### 主播
週一 - 週五
- 大越健介（朝日電視台專屬（日语：局契約）自由播報員，2021年10月4日 - ）2021年10月4日 - 2022年9月29日為週一 - 週四主播。

週一 - 週四
- 小木逸平（2018年10月5日 - ）[註 1]
- 安藤萌萌（2023年4月3日 - ） - 2021年3月29日 - 2022年6月24日為週一 - 週四體育單元主播，2022年6月27日 - 2023年3月31日為週一 - 週五體育單元主播。

週五
- 德永有美（自由播報員（日语：フリーアナウンサー），原朝日電視台播報員，2018年10月1日 - ） - 第1期為體育單元主播（週四、週五）、2018年10月1日至2020年5月28日為週一 - 週四主播，2020年6月1日 - 2021年9月29日為週一 - 週三主播。 2004年4月至2005年3月擔任體育單元主播，2005年4月自朝日電視台退社，2017年1月起成為自由播報員，2018年10月開始擔任主播。
- 板倉朋希（2022年4月1日 - ） - 於2016年4月11日至2020年10月2日擔任記者。

#### 體育單元主播
- 廣户步美（日语：ヒロド歩美）（自由播報員，原朝日放送電視台播報員，2023年4月3日 - ）

#### 氣象主播
- 細川栞（氣象預報士、Weathernews所屬，2024年7月1日 - ）[7]

### 體育評論員
除負責比賽解說外，於特集時亦會負責報導。
- 松岡修造（原職業網球運動員、2004年4月 - ） - 主要於週一播出的「松岡特集」負責採訪。
- 内田篤人（原鹿島アントラーズ選手、2021年3月31日 - ） - 水曜日に出演[8]。
- 松坂大輔（原西武選手、2022年2月 - ） - 負責棒球解說。

### 記者
重大新聞與特集時亦會負責於現場採訪。
- 下村彩里（2019年4月5日 - ）[註 2]
- 渡辺瑠海（2023年4月3日 - ） - 2021年10月4日 - 2023年3月30日為週一 - 週四的主播。
- 所村武蔵（2024年1月5日 - ）

### 旁白

#### 新聞旁白
全員皆為配音員。
- 松本考平（2016年4月 - ）
- 沢城みゆき[註 3]（2016年4月 - 2018年6月[註 4]、2018年11月 - ）
- 古賀慶太（2016年4月 - ）
- 佐藤利奈（2020年4月2日 - ）
- 安井絵里（2021年7月2日 - ）

特集
全員皆為旁白。
- 湯浅真由美
- 関根正明
- 窪田等
- 小山茉美 - 2004年4月 - 2012年9月はニュースナレーション、2012年10月以降は特集を担当[9]。

#### 體育新聞旁白
- 大海吾郎（旁白）
- 泉龍太（旁白）
- 林田尚親（配音員）
- 松岡修造（原職業網球運動員）

## 特別情況
2021年4月15日，因直播《2021年世界花式滑冰團體錦標賽》，當日《報道STATION》改為22:04播出。

## 備註

## 外部連結
- 朝日電視台「報導STATION 」官方網站
- 報道STATION的X（前Twitter）
- 報道STATION的Facebook專頁
- 報道STATION的TikTok

| 朝日電視台與ANN系列 平日深夜新聞時段、體育新聞時段 | 朝日電視台與ANN系列 平日深夜新聞時段、體育新聞時段 | 朝日電視台與ANN系列 平日深夜新聞時段、體育新聞時段 |
| -------------------------------------------------- | -------------------------------------------------- | -------------------------------------------------- |
|                                                    | 報導STATION （2004年4月5日 - ）                    |                                                    |
| NEWS STATION （1985年10月7日 - 2004年3月26日）     | —                                                  |                                                    |
| 朝日電視台系列台 週一 - 週五 21:54 - 23:10         |                                                    |                                                    |
| NEWS STATION                                       | 報導STATION                                        | —                                                  |
| 朝日電視台 週一、週二 23:10 - 23:15                |                                                    |                                                    |
| 從車窗看世界 【延後5分鐘播出】                     | 報導STATION                                        | 從車窗看世界 【提前5分鐘播出】                     |
| 朝日電視台 週三 23:10 - 23:15                      |                                                    |                                                    |
| 白色美術館 【延後5分鐘播出】                       | 報導STATION                                        | 白色美術館 【延後5分鐘播出】                       |
| 朝日電視台 週四 23:10 - 23:15                      |                                                    |                                                    |
| 你的站前故事 【延後5分鐘播出】                     | 報導STATION                                        | 你的站前故事 【提前5分鐘播出】                     |